# Everybody’s Everything
Az Everybody's Everything Lil Peep amerikai rapper első válogatásalbuma. Pontosan két évvel a halála után, 2019. november 15-én adta ki a Columbia Records. Az albumot 2019. november 1-jén jelentették be, ami a rapper 23-ik születésnapja volt. Az azonos című dokumentumfilmmel együtt adták ki.

## Az album dalai
| 1.    | Liar                                                        | Bighead Fish Narc                                      | 2:52 |
| 2.    | AQUAFINA (feat. Rich the Kid)                               | Bighead                                                | 3:02 |
| 3.    | RATCHETS (feat. Lil Tracy)                                  | Diplo                                                  | 3:12 |
| 4.    | Fangirl (feat. Gab3)                                        | Fish Narc Better Off Dead                              | 2:06 |
| 5.    | LA to London (feat. Gab3)                                   | Fish Narc Better Off Dead                              | 3:18 |
| 6.    | Rockstarz (feat. Gab3)                                      | Fish Narc Better Off Dead                              | 2:18 |
| 7.    | Text Me (feat. Era)                                         | Era Bagelboi Pharaoh Vice                              | 2:25 |
| 8.    | PRINCESS                                                    | Cold Hart                                              | 4:10 |
| 9.    | Moving On                                                   | Fish Narc                                              | 3:23 |
| 10.   | Belgium                                                     | Fish Narc                                              | 4:00 |
| 11.   | When I Lie                                                  | Fish Narc                                              | 3:57 |
| 12.   | I've Been Waiting (feat. ILoveMakonnen) (Original Version)) | IIVI Brian Lee Louis Bell iLoveMakonnen Brenton Duvall | 3:54 |
| 13.   | Live Forever                                                | Brobak                                                 | 2:40 |
| 14.   | ghost boy                                                   | Rozz Dyliams                                           | 2:10 |
| 15.   | Keep My Coo                                                 | Big Los, Rozz Dyliams                                  | 4:26 |
| 16.   | white tee                                                   | Nedarb                                                 | 2:08 |
| 17.   | cobain (feat. Lil Tracy)                                    | Smokeasac                                              | 2:30 |
| 18.   | witchblades (feat. Lil Tracy)                               | Bighead Yung Cortex                                    | 2:30 |
| 19.   | walk away as the door slams (acoustic) (feat. Lil Tracy)    | IIVI                                                   | 1:58 |
| 57:42 |                                                             |                                                        |      |